# Le Rocher de Palmer
 (novembre 2020).
 (novembre 2020).
Le Rocher de Palmer est une salle de spectacle multifonctionnelle de la région bordelaise qui se trouve au sein du parc Palmer située 1, rue Aristide-Briand à Cenon près de Bordeaux sur la rive droite de la Garonne. La direction de l'institution est assurée par Patrick Duval.

## Historique
Le projet démarre en 2005 avec un appel d'offres pour construire un complexe de spectacles dans l'aire urbaine de Bordeaux. Le projet retenu est celui de Bernard Tschumi, réalisé en collaboration avec Véronique Descharrières, pour construire un ensemble de 6 700 m2 comprenant trois espaces modulables pour un coût de 16 millions d'euros[source insuffisante]. Le chantier démarre en juin 2008 pour s'achever à l'été 2010. L'inauguration a lieu le 24 septembre 2010 avec l'organisation de 24 heures de festivités principalement orientées autour de la musique avec le jazz de Llibert Fortuny, de la compagnie Zanzibar et Fada, de Post Image et John Greaves ; un concert de l'Orchestre national Bordeaux Aquitaine jouant Les Quatre Saisons de Vivaldi et la création d'un opéra urbain, Leena du percussionniste bordelais Mathieu Ben Hassen ; des musiques du monde autour du koriste Doudou Cissoko.
Parmi les créations théâtrales, le Rocher de Palmer a accueilli à partir du 28 juin 2011 la première de la trilogie « Des femmes » de Sophocle par Wajdi Mouawad avec Bertrand Cantat qui a composé et interprété sur scène la musique du chœur après l'annulation des représentations lors du Festival grec de Barcelone,. Ces représentations ont marqué le réel retour sur scène du chanteur.
Depuis 2012, Le Rocher de Palmer accueille le Festival Corazón latino (concerts salsa, stages de danses et soirées dansantes).

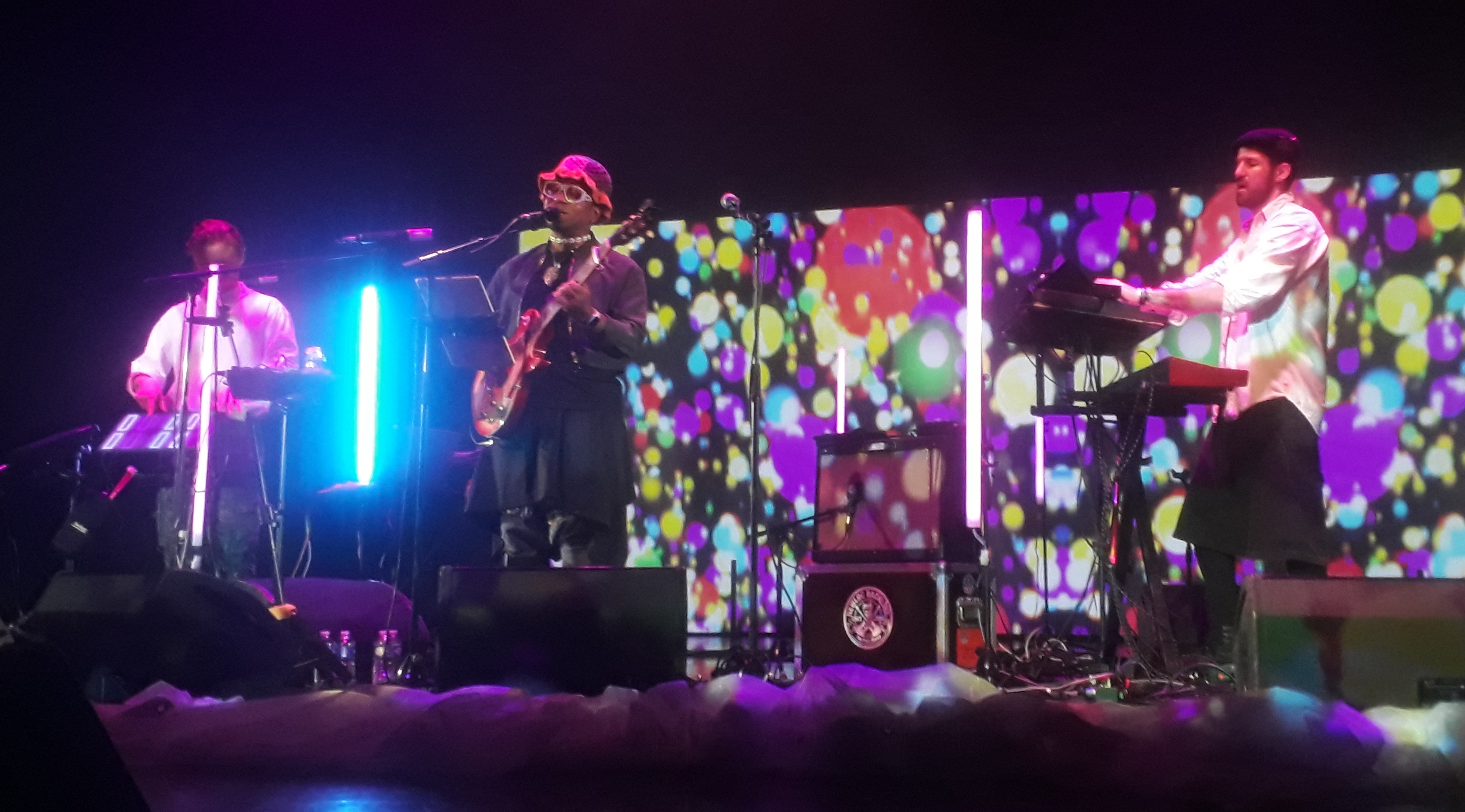
Blick Bassy en concert au Rocher en 2023.

## Salles
Le Rocher de Palmer comprend :
- Le Rocher 1200, la grande salle de 1 200 places ;
- Le Rocher 650, la salle de 650 places assises ;
- le Salon de musiques, salle modulable de 100 places sur scène, et 250 spectateurs assis ou 450 personnes debout, qui est un studio de travail de 324 m2 avec régie numérique[6].